# Tretze
El tretze és el nombre que segueix el dotze i que precedeix el catorze. És un nombre primer que s'escriu 13 en xifres àrabs, XIII en les romanes i 十三 en les xineses.
Ocurrències del tretze:
- És el nombre atòmic de l'alumini.[2]
- La xifra de la mala sort en moltes cultures (es creu que l'origen és que hi havia tretze persones a l'Últim Sopar de Jesús), evitada en hotels, celebracions... La dissort augmenta si un dia 13 cau en dimarts (divendres a la cultura anglosaxona). Segons el Diccionario de símbolos de Juan-Eduardo Cirlot, el número tretze és símbol malastruc de mort i naixement, canvi i represa després del final.[3]
- L'edat de la maduresa per al judaisme (se celebra el bar mitzvah).Tretze

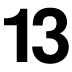
Tretze

- Una xifra associada a les bruixes.
- La setmana asteca durava 13 dies.
- Tretze eren les colònies nord-americanes que van fundar els EUA. La bandera nord-americana té tretze barres horitzontals i originàriament tretze estrelles.
- Anys històrics: 13 aC, 13 dC, 1913.
- És el tercer nombre primer de Proth.